# Gisela Cindy
Gisela Cindy (nacida el 31 de diciembre de 1994) es una actriz y cantante indonesia. Que participó junto a su hermana, la actriz y cantante Gracia Indri, en algunas telenovelas. Si bien Cindy, ha interpretado personajes antagónicos y arrogante, entre las propuestas de las telenovelas en la que ella participó. Aunque Cindy, por sus interpretaciones como actriz, empezó a recibir atención de parte del público por su talento.
Cindy también ha iniciado su carrera como cantante. Formando parte del grupo, Candy.

## Sinetron
- Buku Harian Nayla
- Namaku Mentari
- Tuyul dan Mbak Yul
- Candy
- Panji Manusia Millenium
- Tangisan Anak Tiri
- Cinta Berkalang Noda
- Bulan dan Bintang
- Si Mamat Anak Pasar Jangkrik
- Cuplikan Lucu
- Sumpah I Luv U
- Rindu Milik Rangga
- Cinta Fitri season Ramadhan
- Takdir Cinta
- Sinar
- Taxi season 2
- Cahaya Cinta

## Filmografía
- Dua Cinta Satu Hati

## FTV
- Hidayah episode Ibu Durhaka
- Haji Togel